# Stuckenia
Stuckenia es un género de plantas fanerógamas perteneciente a la familia Potamogetonaceae. Comprende once especies distribuidas por todo el mundo.

## Descripción
Son plantas herbáceas. Presentan rizomas pero no turiones; pueden presentar tubérculos. Sus tallos son cilíndricos, con nodos sin glándulas sebáceas. Las hojas son sumergidas, alternas, opacas, sésiles, lineales, canalizadas, turgentes, con ápice agudo a las venas; la estípulas no son tubulares, el adnado se encuentra unido a la base de láminas de la hoja para 2/3 o más de l estípula.
Las inflorescencias se encuentran en forma de espigas, capitadas o cilíndricas, sumergidas; con pedúnculos flexibles; las inflorescencias no se proyectan encima de la superficie del agua. Las flores tienen 4 pistilos. Los frutos son abaxialmente redondeados, en pico o no erectos; el embrión tienen menos de 1 bobina completa. x = 13.

## Especies
- Stuckenia amblyophylla (C.A.Mey.) Holub, Preslia 68: 364 (1997).
- Stuckenia × bottnica' (Hagstr.) Holub, Preslia 68: 364 (1996 publ. 1997).
- Stuckenia chakassiensis (Kashina) Klinkova, Fl. Nizhn. Povol. 1: 86 (2006).
- Stuckenia × fennica (Hagstr.) Holub, Preslia 68: 364 (1996 publ. 1997).
- Stuckenia filiformis (Pers.) Börner, Fl. Deut. Volk.: 713 (1912).
- Stuckenia macrocarpa (Dobrocz.) Tzvelev, Bot. Zhurn. (Moscow & Leningrad) 84(7): 111 (1999).
- Stuckenia pamirica (Baagøe) Z.Kaplan, Folia Geobot. 43: 194 (2008).
- Stuckenia pectinata (L.) Börner, Fl. Deut. Volk.: 713 (1912).
- Stuckenia striata (Ruiz & Pav.) Holub, Preslia 68: 364 (1996 publ. 1997).
- Stuckenia × suecica (K.Richt.) Holub, Preslia 68: 364 (1996 publ. 1997).
- Stuckenia vaginata (Turcz.) Holub, Folia Geobot. Phytotax. 18: 215 (1984).